# سالیدورکس
سالیدورکس (به انگلیسی: SolidWorks) یک نرم‌افزار مهندسی طراحی به کمک رایانه است که بر روی ویندوز اجرا می‌شود و توسط شرکت فرانسوی داسو سیستمز ارائه و همچنان توسعه داده می‌شود. در حال حاضر نرم‌افزار سالید ورکس توسط ۱٫۳ میلیون مهندس در بیش از ۱۳۰٬۰۰۰ شرکت در سراسر جهان در حال استفاده‌است.
این نرم‌افزار دارای سه محیط به نام‌های پارت (part) اسمبلی (assembly) و دراوینگ (drawing) می‌باشد.
محیط اول برای رسم قطعه بوده، در محیط دوم قطعات یک مکانیسم بر روی هم سوار شده و در محیط آخر از آن‌ها نقشه مهندسی (معمولاً برای نسخه چاپی) تهیه می‌شود.
نرم‌افزار سالیدورکس به صورت مستقیم با اینونتور، مکانیکال دسکتاپ و سالید اج رقابت می‌کند.
این نرم‌افزار دارای قابلیت نصب نرم‌افزار CAM است که توسط شرکت سازنده تحت عنوان CAM WORKS به عنوان نرم‌افزار کمکی نصب می‌شود.

## تاریخچه
شرکت سالیدورکس در سال ۱۹۹۳ توسط یکی از فارغ التحصیلان مؤسسه تکنولوژی ماساچوست Massachusetts Institute of Technology بنام جان هرشتیک Jon Hirschtick تأسیس گردید اولین محصول خود را در سال ۱۹۹۵ بنام نرم‌افزار سالیدورکس 95 SolidWorks برای رقابت با نرم‌افزارهای مکانیکال دسکتاپ Mechanical Desktop و اینونتور Autodesk Inventor روانه بازار جهانی کرد. ویژگی این نرم‌افزار قیمت پایین آن با دارا بودن قابلیت طراحی قابل رقابت با نرم‌افزارهای طراحی موجود در بازار جهانی بود.
در سال ۱۹۹۷ شرکت فرانسوی داسو سیستم Dassault Systèmes که عمده شهرت آن عرضه نرم‌افزار قدرتمند و گران‌قیمت کتیا CATIA Software است با خرید سهام شرکت سالیدورکس SolidWorks Company به ارزش ۳۱ میلیون دلار آمریکا ۱۰۰ درصد سهام این شرکت را تا سال ۲۰۰۱ به نام خود کرد و با عرضه نرم‌افزار سالیدورکس SolidWorks Software در کنار نرم‌افزار کتیا CATIA Software بالاترین سهم را در میان شرکت‌های عرضه‌کننده نرم‌افزارهای طراحی سه بعدی و دومین بازار در میان شرکت‌های عرضه‌کننده نرم‌افزار طراحی دوبعدی و سه بعدی در جهان داراست.
رقبای اصلی شرکت داسو سیستم، شرکت اتودسک AutoDesk آمریکاست که با عرضه نرم‌افزارهای اتوکد AutoCAD, مکانیکال دسکتاپ Mechanical Desktop, اتودسک اینونتور AutoDesk Inventor و شرکت زیمنس پی ال ام Siemens PLM که با عرضه نرم‌افزارهای سالید اچ SolidEdge و NX Siemens سومین سهم را در بازار جهانی نرم‌افزارهای طراحی سه بعدی به خود اختصاص داده‌است.
شرکت سالیدورکس SolidWorks Company هم‌اکنون با مدیریت جیان پائولو Gian Paolo تحت نظارت شرکت داسو سیستم مدیریت می‌شود. در سالهای گذشته این شرکت توسط جان مک الن John McEleney و جف ری Jeff Ray به ترتیب از سالهای ۲۰۰۱ تا ۲۰۰۷ و ۲۰۰۷ تا ۲۰۱۱ تحت نظارت شرکت داسو سیستم مدیریت می‌شد.

### تاریخچه انتشار
| نام/نسخه          | شماره نسخه | نسخه  | تاریخ انتشار    |
| ----------------- | ---------- | ----- | --------------- |
| سالیدورکس 95      | 1          | 46    | نوامبر 1995     |
| سالیدورکس 96      | 2          | 270   | اوایل 1996      |
| سالیدورکس 97      | 3          | 483   | اواخر 1996      |
| سالیدورکس 97 پلاس | 4          | 629   | 1997            |
| سالیدورکس 98      | 5          | 817   | 1997            |
| سالیدورکس 98 پلاس | 6          | 1008  | 1998            |
| سالیدورکس 99      | 7          | 1137  | 1998            |
| سالیدورکس 2000    | 8          | 1500  | 1999            |
| سالیدورکس 2001    | 9          | 1750  | 2000            |
| سالیدورکس 2002    | 10         | 1950  | 2001            |
| سالیدورکس 2003    | 11         | 2200  | 2002            |
| سالیدورکس 2004    | 12         | 2500  | 2003            |
| سالیدورکس 2005    | 13         | 2800  | 2004            |
| سالیدورکس 2006    | 14         | 3100  | 2005            |
| سالیدورکس 2007    | 15         | 3400  | 2006            |
| سالیدورکس 2008    | 16         | 3800  | 1 جولای 2007    |
| سالیدورکس 2009    | 17         | 4100  | 28 ژانویه 2008  |
| سالیدورکس 2010    | 18         | 4400  | 9 دسامبر 2009   |
| سالیدورکس 2011    | 19         | 4700  | 17 ژوئن 2010    |
| سالیدورکس 2012    | 20         | 5000  | دسامبر 2011     |
| سالیدورکس 2013    | 21         | 6000  | سپتامبر 2012    |
| سالیدورکس 2014    | 22         | 7000  | 7 اکتبر 2013    |
| سالیدورکس 2015    | 23         | 8000  | 9 سپتامبر 2014  |
| سالیدورکس 2016    | 24         | 9000  | 1 اکتبر 2015    |
| سالیدورکس 2017    | 25         | 10000 | 19 سپتامبر 2016 |
| سالیدورکس 2018    | 26         | 11000 | 26 سپتامبر 2017 |
| سالیدورکس 2019    | 27         | 12000 | 9 اکتبر 2018    |
| سالیدورکس 2020    | 28         | 13000 | 18 سپتامبر 2019 |
| سالیدورکس 2021    | 29         |       | 22 سپتامبر 2020 |
| سالیدورکس 2022    | 30         |       | 15 سپتامبر 2021 |
| سالیدورکس 2023    | 31         |       | 29 سپتامبر 2022 |
| سالیدورکس 2024    | 32         |       | 6 نوامبر 2023   |
| سالیدورکس 2025    | 33         |       | 15 نوامبر 2024  |

## بازار
سالیدورکس توسط بیش از ۸۰۰٬۰۰۰ نفر از طراحان و مهندسان مکانیک به صورت گسترده مورد استفاده قرار می‌گیرد. کاربران سالیدورکس طیف وسیعی از کاربران خصوصی تا کارخانه‌های بزرگ را در بر می‌گیرند که پوشش دهنده بخش‌های اعظمی از بازار ساخت و تولید است. فروش سالیدورکس به صورت غیر مستقیم و از طریق توزیع‌کننده‌ها و شرکای شرکت در تمام دنیا صورت می‌گیرد. نرم‌افزارهایی که به‌طور مستقیم رقیب سالیدورکس هستند عبارتند از مکانیکال دسکتاپ، سالید اج و اینونتور.

## رویکرد سالیدورکس
سالیدورکس یک مدل‌ساز برای مدلسازی جامدات است که مبتنی بر پارا سالید بوده و از رویکرد پارامتری مبتنی بر ویژگی برای ساخت مدل‌ها و مونتاژها استفاده می‌کند. پارامتر به ثابت‌هائی گفته می‌شود که مقدار آن‌ها شکل یا هندسه مدل یا مونتاژ را تعیین می‌کند. پارامترها هم به صورت پارامترهای عددی نظیر طول خطوط یا قطر دایره بوده و هم به صورت قیدهای هندسی نظیر مماس، موازی، متقارب، هم مرکز و غیره هستند. پارامترهای عددی می‌توانند از طریق استفاده روابط با یکدیگر مرتبط بوده که امکان برآورده ساختن خواسته‌های طراحی را فراهم می‌کند. خواسته‌های طراحی به این معناست که طراح مایل است تا مدل نسبت به تغییرات و به روز آوری‌ها به چه صورت پاسخ دهد. به عنوان مثال ممکن است که شما بخواهید تا سوراخ در یک قوطی بدون توجه به ابعاد و اندازه‌های قوطی همواره در بالای آن قرار گیرد. سالیدورکس به شما اجازه می‌دهد تا سوراخ را به عنوان یک مشخصه در روی سطح تعریف نموده و بدون توجه به مشخصات قوطی که بعداً معلوم می‌گردد خواسته خود را برآورده سازید. مشخصات (Features) به عناصر اصلی سازنده قطعات گفته می‌شود. مشخصات اشکال و عملیاتی هستند که قطعه را به وجود می‌آوردند. مشخصات مبتنی بر شکل نظیر برآمدگی‌ها (Bosses)، سوراخ‌ها (Holes)و غیره معمولاً با یک نقشه دو بعدی یا سه بعدی آغاز می‌شوند.

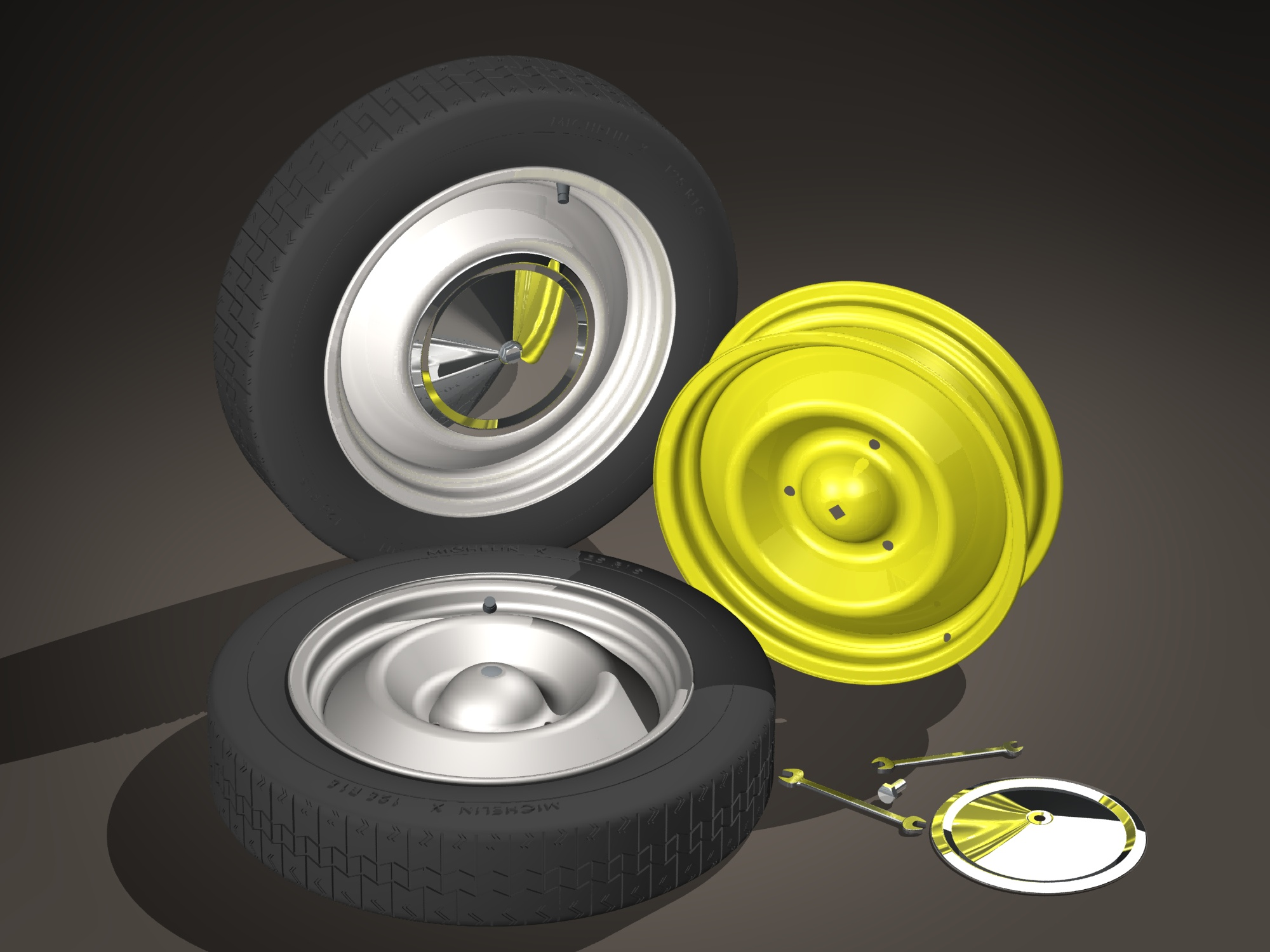
تصویر چند رینگ

## ویژگی‌های سالیدورکس

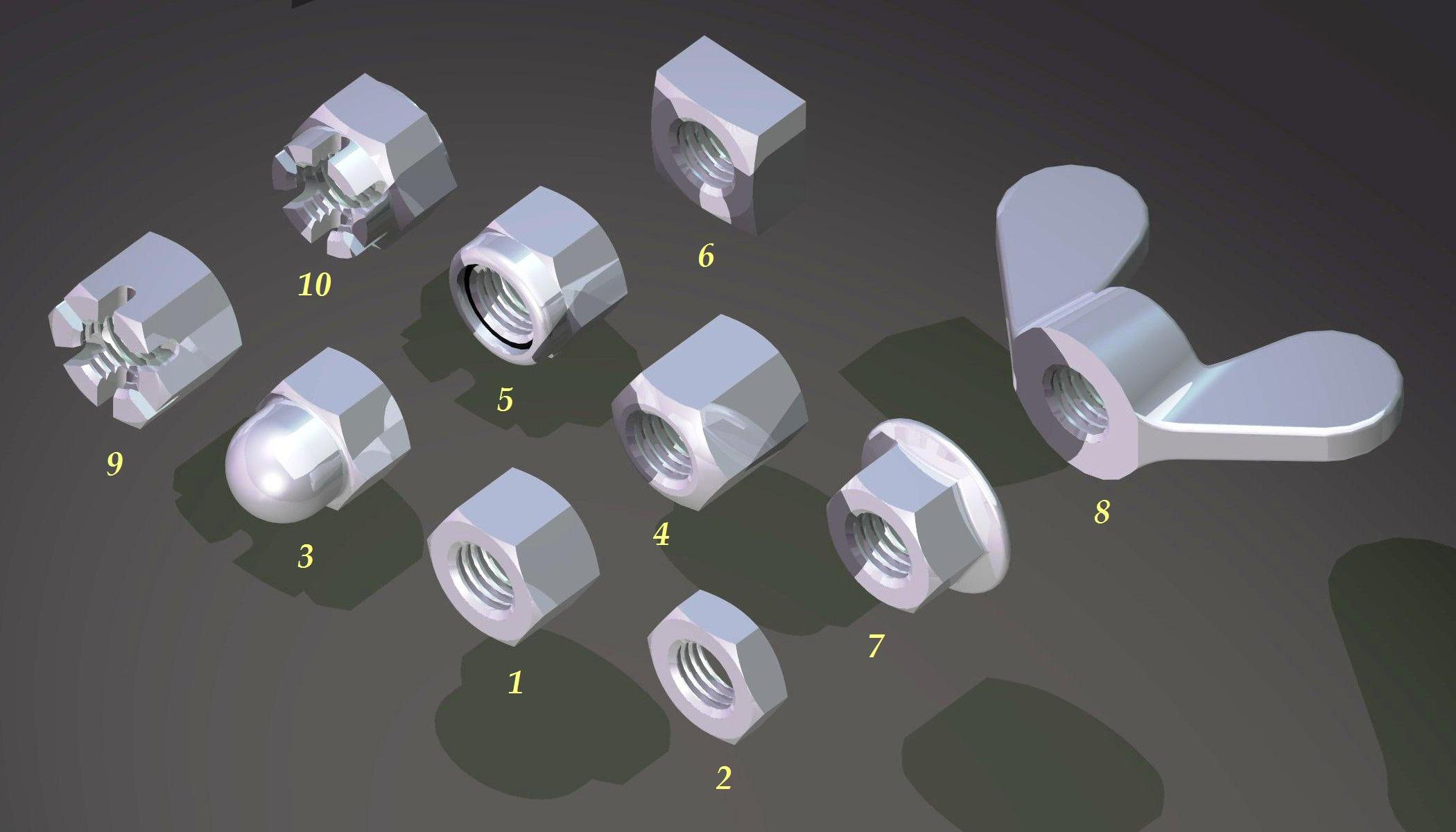
تصویر چند نوع مهره

نرم‌افزار سالیدورکس دارای ویژگی‌های خاصی می‌باشد که آن را از سایر نرم‌افزارهای CAD مانند کتیا، پرو/اینجینیر، یونیگرافیکس، مکانیکال دسکتاپ و اینونتور شاخص و متمایز می‌نماید:
1. سهولت کاربری و آموزش در مقایسه با سایر نرم‌افزارهای CAD
2. سرعت بالاتر نسبت به سایر نرم‌افزارها
3. قابلیت ارتباط با تمامی نرم‌افزارهای ماشین کاری (edge cam, master cam, power mill...) و نرم‌افزارهای تحلیل (Ansys, Adams, Abaqus, Cosmos...)
4. قابلیت انجام تحلیل‌های مهندسی با اعمال پارامترها به صورت کاملاً ساده و کاربر پسند.

در اینجا برای بررسی جزئی تر و آشنایی بیشتر با این نرم‌افزار به بررسی چند موضوع انتخابی می‌پردازیم:

### رابط گرافیکی کاربر یا GUI
Graphical User Interfacing به معنای رابط گرافیکی قوی میان کاربر و نرم‌افزار است و همان‌طور که گفته شد مقوله Interfacing در این نرم‌افزار به بهترین نحو ممکن طراحی شده‌است. وجود کادرهای محاوره‌ای که با قرار گرفتن روی هر آیکون برای کاربر ظاهر می‌شود، با توضیحی مختصر و مفید، کاربر را از عملکرد آن آگاه می‌سازد. از سال ۲۰۰۳ قرار گرفتن تمامی Dialog Boxها در قسمت سمت چپ پنجره نرم‌افزار به مرتب شدن پنجره‌ها، رعایت مراحل کاری هر فرایند (Wizard) و عدم گیج شدن کاربر بسیار کمک می‌کند. امکان وارد کردن اندازه‌ها به صورت مستقیم در محیط سه بعدی به هر واحدی که مایل باشید نیز باعث تسریع در عملکرد طراحی می‌شود، حتی در قسمت های وارد کردن اندازه، امکانات فراهم شده‌است تا کاربر بتواند از عبارات و توابع ریاضی نیز استفاده کند.
مواردی مانند پشتیبانی بیش از ۱۰ زبان و وجود اشکال و آیکون‌های مناسب و هدفمند و پس زمینه آبی رنگ این نرم‌افزار باعث شده‌است تا ظاهر این نرم‌افزار از شکل یک نرم‌افزار مهندسی خشک مانند MDT کاملاً خارج شده و به یک محیط جذاب برای کاربر تبدیل شود.

### MDA
MDA  Mechanical Design Automationسیستمی است که از طراحی و ساخت تا مونتاژ و تولید، از سفارش‌ها تا بازاریابی و… را شامل می‌شود و با کوچکترین تغییری در هر مرحله مانند یک موج به تمامی قسمت‌های دیگر انتقال می‌یابد. به این مکانیزم، سیستم اتوماسیون طراحی مکانیکی گفته می‌شود. امروزه نرم‌افزارهای طراحی تنها برای ساخت یک مدل سه بعدی در کامپیوتر به کار نمی‌رود بلکه به منظور طراحی یک قطعه مکانیکی در چارچوب یک سیستم فعال و شناور و کاملاً متغیر با معادلات مکانیکی استفاده می‌شود و قابلیت اعمال تمامی فاکتورهای اصلی و جانبی محیطی را روی سیستم داراست.

مراحل طراحی یک قطعه

بادامک

## محیط‌های سالیدورکس
نرم‌افزار سالیدورکس دارای ۳ محیط اصلی می‌باشد که عبارتند از:
1. قطعه(Part)
2. مونتاژ(Assembly)
3. نقشه‌کشی(Drawing)

نرم‌افزار سالیدورکس دارای چندین محیط فرعی می‌باشد که عبارتند از:
1. طراحی سطوح(surface)
2. ورق‌کاری(sheetmetal)
3. طراحی سازه ها(weldment)
4. طراحی قالب تزریق پلاستیک(mold design)
5. و…

### محیط قطعه(Part)
هر سیستم مکانیکی از قطعات و اجزا مختلفی تشکیل یافته‌است. برای طراحی یک مکانیزم به صورت کامل بایستی ابتدا هر یک از اجزا و قطعات آن را به صورت مجزا طراحی نمود. این کار در محیط Part صورت می‌گیرد. نقطه آغاز کار در این محیط یک نقشه(Sketch) دوبعدی یا سه بعدی است که از آن برای ساختن یک شکل خام استفاده می‌شود. در این بخش از نوار ابزار (Feature) بیشترین استفاده صورت می‌گیرد. همچنین در محیط (Part) امکانات مناسبی برای طراحی قالب‌های تزریق پلاستیک، ورق‌کاری، جوش دادن قطعات و غیره وجود دارد.

### محیط مونتاژ(Assembly)
پس از اینکه قطعات به صورت مجزا در محیط (Part) ایجاد شدند آن‌ها را وارد محیط (Assembly) می‌نمایند. در اینجا با اعمال قیود خاص توسط دستور (Mate) از نوار ابزار (Assembly) قطعات مجزا را به یکدیگر مرتبط می‌کنند. از جمله این قیود می‌توان به موازی(Parallel)، هم مرکز(Cocenteric)، عمود(Perpendicular) یا قیود پیشرفته نظیر قیود ایجاد چرخدنده یا بادامک اشاره نمود. یکی از امکانات جالب در این محیط امکان ایجاد تسمه برای پولی‌ها است که آن‌ها را به یکدیگر مرتبط می‌کند. از دیگر امکانات جالب توجه گزینه تشخیص تداخل(Interference Detection)است که به طراح اجازه می‌دهد تا با بررسی قطعه پس از مونتاژ، تداخل‌های احتمالی را با سایر قطعات تشخیص داده و نسبت به رفع آن اقدام نماید. در این محیط می‌توان با اعمال سرعت خطی و سرعت زاویه‌ای و همچنین شتاب ثقل، عملکرد مکانیزم را برآورد نموده تا تقریبی از کار مکانیزم به دست آید. هر چند که این امکانات برای شبیه‌سازی دینامیکی بسیار ناقص و ابتدایی بوده و روایت بسیار کاملتر آن در نرم‌افزار (Cosmos Motion) که در همین نوشتار بحث می‌گردد آورده شده‌است.

### محیط نقشه‌کشی(Drawing)
در این محیط می‌توان اقدام به طراحی نقشه‌های دو بعدی نموده یا از قطعات و مکانیزم‌هایی که در دو محیط قبلی ساخته شده‌اند استفاده نمود. قابلیت‌های متعدد این محیط یک تخته رسم الکترونیکی را برای کاربر به ارمغان می‌آورد که براحتی می‌تواند هر گونه ترسیمی را به شکل دلخواه و بدون مشکلات استفاده از راپیدوگراف و غیره در کوتاهترین زمان انجام دهد. از جمله قابلیت‌ها می‌توان به اندازه‌گذاری خودکار نقشه‌های ایجاد شده از روی قطعات، تعیین نوع هاشور برای سطح مقطع با توجه به جنس قطعه، تعیین نوع خطوط و غیره اشاره کرد.

## تحلیل در سالیدورکس
نرم‌افزار سالیدورکس به همراه بسته‌ای به نام (COSMOSM) ارائه می‌گردد که قابلیت‌های جالبی را برای تجزیه و تحلیل در اختیار کاربر قرار می‌دهد. بسته (COSMOSM) شامل سه نرم‌افزار اصلی است که عبارتند از: CosmosFloWorks, CosmosMotion, CosmosWorks
نرم‌افزارهای COSMOSM تا سال ۲۰۰۸ با نام فوق عرضه می‌شدند اما از سال ۲۰۰۹ به SolidWorks Simulation و SolidWorks Motion و SolidWorks Flow Simulation تغییر نام دادند.

## نگارخانه

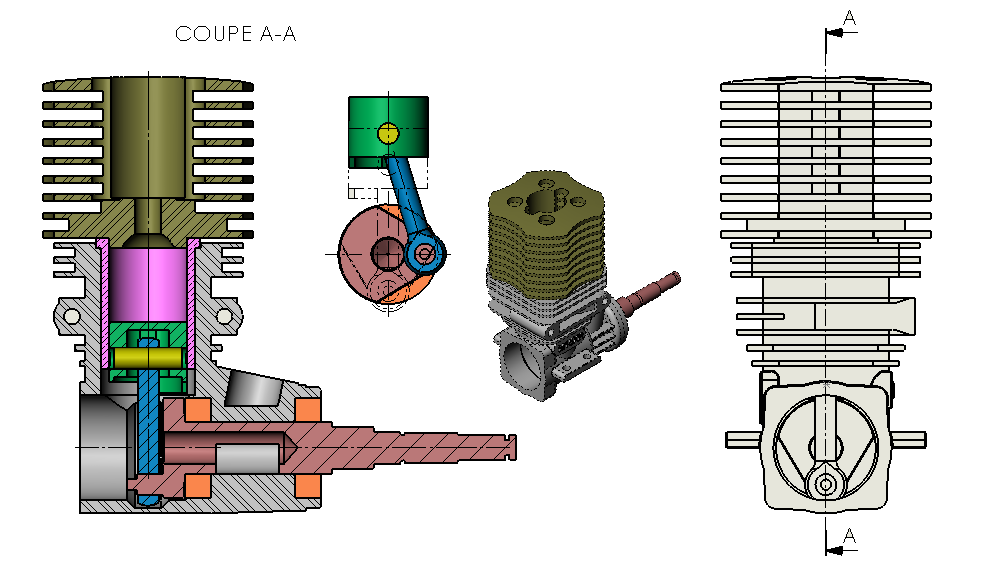
نقشه پلان یک موتور
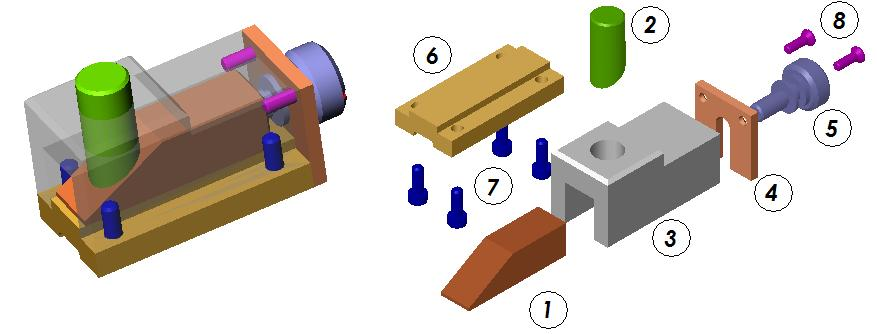
مونتاژ یک مجموعه
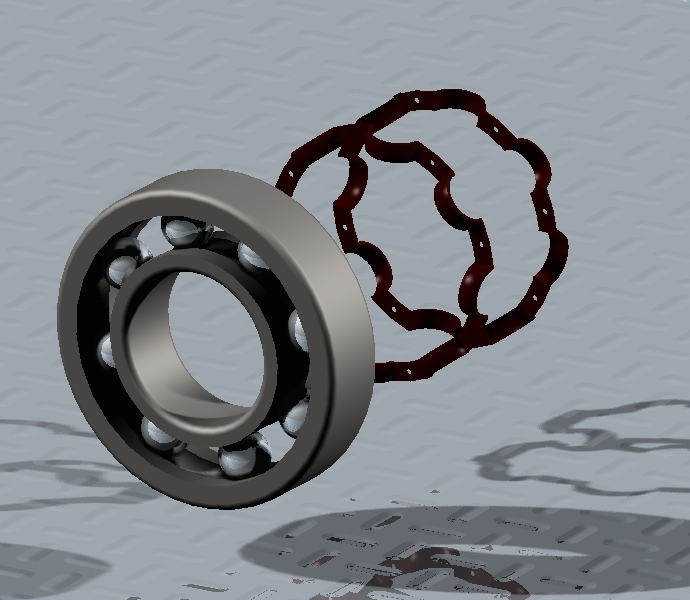
رندرینگ یک بلبرینگ در photoworks
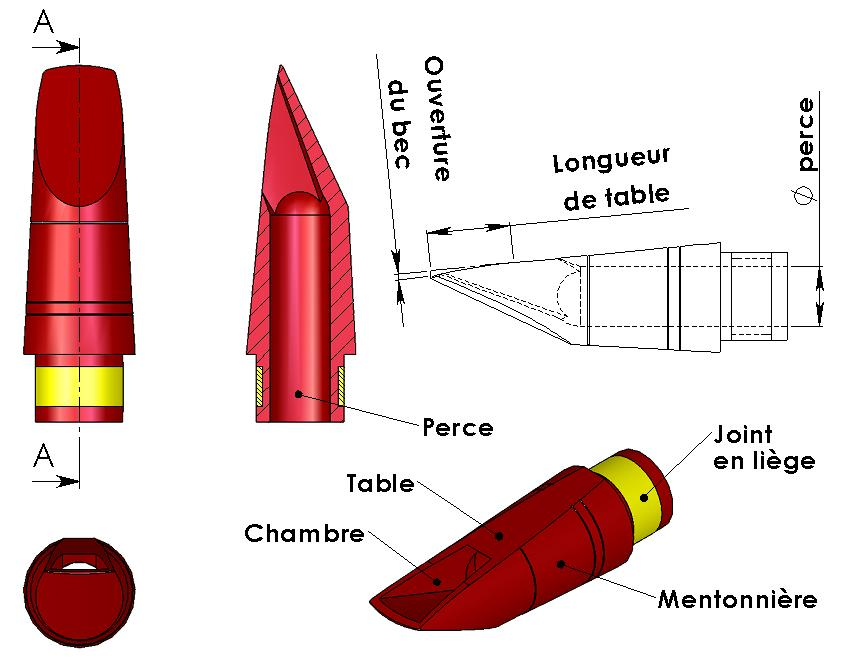
تصویر قسمتی از کلارینت